# San-Giuliano
San-Giuliano település Franciaországban, Haute-Corse megyében. Lakosainak száma 787 fő (2022. január 1.). San-Giuliano Cervione, Canale-di-Verde, Chiatra és Sant’Andréa-di-Cotone községekkel határos.

## Népesség
A település népessége az elmúlt években az alábbi módon változott:
| Lakosok száma | 461  | 542  | 593  | 606  | 687  | 678  | 726  | 755  | 758  | 787  |
|               | 1968 | 1982 | 1990 | 2006 | 2013 | 2015 | 2017 | 2019 | 2020 | 2022 |